# Perisodactile
Perisodactilele (Perissodactyla, din greacă perissos = impar, inegal și daktylos = deget) sau imparicopitatele sunt un ordin de mamifere erbivore nerumegătoare de talie mijlocie și mare la care picioarele se termină cu degete copitate neperechi, fiind dezvoltat, în special degetul al treilea (picior de tip mezaxonic); celelalte degete sunt mai puțin dezvoltate sau sunt rudimentare ca adaptare pentru alergat. Ordinul cuprinde trei familii de mamifere actuale: Equidae (cai, măgari, zebre), Tapiridae (tapiri) și Rhinocerotidae (rinoceri).

## Caracterele generale ale ordinului
- Piciorul
  - Mamifere digitigrade (care se sprijină în mers numai pe degete);
  - Picior de tip mezaxonic la care axa piciorului trece prin degetul III. O caracteristică a acestui deget este că el este mai dezvoltat în comparație cu celelalte degete. Această caracteristică se păstrează și atunci când există patru degete, cum se întâlnește la tapir;
  - vârful degetului sau degetelor sunt învelite de o copită.
- Dentiția
  - dentiția este de obicei completă;
  - incisivii sunt puternici, au vârfurile lățite și se suprapun exact cei de pe maxilarul superior cu cei de pe maxilarul inferior. Acești incisivi servesc la ruptul ierbii;
  - apare un spațiu mai mare între canini și premolari;
  - caninii, în general, sunt reduși sau rudimentari. La eqvidele femele de obicei aceștia lipsesc.
- Tubul digestiv
  - are un cec foarte dezvoltat.
- Reproducerea
  - reproducerea este anuală;
  - mamelele sunt în număr de două localizate în zona inghinală;
  - puii pot să își urmeze părinții după câteva zile.

## Clasificare
Ordinul Perissodactyla (imparicopitate)
- Familia Equidae: cai, măgari, zebre
- Familia Tapiridae: tapiri
- Familia Rhinocerotidae: rinoceri